# NGC 7398
NGC 7398 is een spiraalvormig sterrenstelsel in het sterrenbeeld Vissen. Het hemelobject werd op 2 oktober 1856 ontdekt door de Ierse astronoom William Parsons.

## Synoniemen
- UGC 12225
- MCG 0-58-9
- ZWG 379.12
- NPM1G +00.0612
- PGC 69905